# 劳尔·恩特雷里奥斯
劳尔·恩特雷里奥斯（西班牙語：Raúl Entrerríos，1981年2月12日—），西班牙男子手球运动员。他曾代表西班牙国家队参加2008年、2012年和2020年夏季奥林匹克运动会手球比赛，获得二枚铜牌。

## 家庭
哥哥阿尔韦托·恩特雷里奥斯。